# Călătorii cu pisicile
„Călătorii cu pisicile” ("Travels with My Cats") este o povestire de fantezie / realism magic scrisă de Mike Resnick. A câștigat premiul Hugo pentru cea mai bună povestire în 2005 și a fost nominalizată la premiul Nebula în 2004. 
A apărut în limba română în Sci-Fi Magazin, numărul 7 (aprilie 2008), în traducerea Mirelei Oniciuc.

## Rezumat
Editor al urui ziar dintr-un orășel și romancier fără succes, Ethan Owens duce o viață prudentă și dezamăgitoare, până când petrece câteva seri cu autoarea de mult moartă Priscilla Wallace, care a scris cartea sa de călătorie preferată, „Călătorii cu pisicile”. 
Când singurul exemplar este distrus la sfârșitul povestirii, Ethan jură să găsească altul și găsește un nou motiv pentru a merge mai departe în viață.